# オートレース・ウーマンズリーグ
オートレース･ウーマンズリーグとは、2006年12月23日より2007年2月25日まで行われていた、女性ライダーによる模擬オートレース企画である。

## 概要
2004年の第29期生以降新人選手の募集を行っていない日本小型自動車振興会（当時）が、将来的に女性選手の登場も視野に入れて企画したもので、当初は女性ライダーのさきがけであり、自ら女性ロードレースのチーム「チームマリ」を主宰している井形マリ（元全日本ロードレース選手）に「女性のオートレース・エキジビジョンイベントを行なってみたい」として女性ライダーの紹介を依頼した。
井形は「二輪の社会を女性の立場で正しく広めていくこと」という自身のチームの基本方針に合致するとして協力することとなった。しかし、オートレースのレース性質等に鑑みると、エキシビションとはいえまったくレース経験のない女性ライダーには難しい内容であったため、単なる女性ライダーではなく、現役レーサーや元レース経験者を中心にメンバーを集めるという内容で合意した。
2006年秋に、井形のチームに所属する12人の女性ライダーが茨城県の筑波サーキットに隣接する日本小型自動車振興会オートレース選手養成所に招集され、慣熟訓練が実施された。この際に、オートレース独特のオーバルコースや常に左傾して走る走法などの訓練が行われた。その後も訓練が繰り返し行われ、12月23日、スーパースターフェスタ4日目の川口オートレース場にて、実に46年ぶりとなる女性ライダーによるレースが実施されたのである。

## 競走車
女性ライダーが使用する競走車は通常のレースで使用されるものとは異なり、全車スズキ製のグラストラッカー・ビッグボーイのカスタム版（250cc）を使用している。但し、ハンドルに関しては左右非対称にはなっていない。因みに、排気量250ccはかつての4級車に相当する。エンジンに関しては現行のセアよりもエンジン音が低くなるように調整されており、トライアンフに近いと言える。また、整備に関しても、ロードレースで実績のある、株式会社レーシングサプライがチューニング等のメカニカル部門を担当している。

## レース形式
レースは4周回、2100mで行われた。レース数は1日1レース限定で、車立数は通常のレース同様8車が原則となっていた。レース番組に関しては距離ハンデレースで、オープンレースは実施されていない。スタートは発走合図機による。これは、川口オートレース場で開催されている「たたら祭り」での模擬レースが旧来の手旗発走で行われているのとは異なり、より本来のレースに近い体裁をとっている。

## 参加選手
参加選手は以下の12名である。
- 井形とも（元GPロードレーサー。チームマリ所属インストラクター。井形マリの実妹）
- 丸山美由貴（現国際ロードレーサー。チームマリ所属インストラクター）
- 五十嵐昭子（現ダートトラックエキスパートジュニア。チームマリ所属インストラクター）
- 水出真澄（現ダートトラックエキスパートジュニア）
- 安藤悦代（元ロードレーサー。チームマリ所属インストラクター）
- 平間純子（元ロードレーサー。チームマリ所属インストラクター）
- 長野雅子（チームマリ所属インストラクター）
- 松島そのみ（チームマリ所属インストラクター）
- 林みさを（元国際ロードレーサー。チームマリ所属インストラクター）
- 芦崎泰子（現ロードレーサー。チームマリ所属インストラクター）
- 藤木直美（チームマリ所属インストラクター）
- 大庭ひろみ（チームマリ所属インストラクター）

## 反響と課題
2006年12月23日に開催された1st-Stageは概ね好評を博し、当初は物珍しさが先行していると思われたが、レース展開などは本来のレースさながらであり、実力差ゆえとはいえ、後方から追い上げ全車を捌いていくというレースには賞賛の声が多く寄せられた。その後徐々にファンを拡大させながら船橋・伊勢崎・浜松の順で4th-Stageまで行われた後、2月には山陽と飯塚でセミファイナルおよびファイナルが行われ、2007年2月25日に全場を一回りした形で一旦終了となった。
レースの模様はCSにおいて中継され、同様の内容を放送しているネットライブにおいても放送されたほか、レース映像をオンデマンド配信していた。また、レースの実況は各場担当の実況アナウンサーではなく、女性アシスタントが行なった。
競走の内容については、かつての女性によるレースと同様に、選手層の薄さが不安材料であり、また、競走タイムが4秒台を切っておらず、通常のレースの競走タイムと比較してみても若干スピード不足であった。

## その後
2007年6月、日本小型自動車振興会が第30期選手候補生の募集を正式に発表した。29期の募集から実に4年ぶりとなる募集では、年齢制限等の様々な制限事項が撤廃された。そして、選手候補生の性別に関する制限も廃止された。これは即ち、女性選手の誕生を示唆したものである。女性の選手候補生が訓練に使用する競走車は一般的に男性が使用するものと同じ基準で、デビューは2級車、その後1級車の昇格もある。2013年9月現在、31期・32期合計で女性選手は6名存在する。